# Gerocarne
Gerocarne (Riuracàrne in calabrese, Jerakàri, Γερακάροι in greco bizantino) è un comune italiano di 1 880 abitanti della provincia di Vibo Valentia in Calabria. È situato a 241 metri di altitudine sul versante occidentale delle Serre ed è attraversato dal torrente Morano. Il territorio comunale copre una superficie di 45,23 km² con altitudine minima di 93 metri s.l.m. e massima di 1114.

## Origini del nome
Il nome del paese deriva da un nome di persona, i Gherakàrones, cioè gli appartenenti alla famiglia degli Ieracari. 
In greco Hierakarés, Ιερακαρείς, significa "falconieri".

## Storia

### Simboli
Lo stemma e il gonfalone del comune di Gerocarne sono stati concessi con decreto del presidente della Repubblica del 4 marzo 2002.
Il gonfalone è un drappo di giallo con la bordatura di azzurro.

## Società

### Evoluzione demografica
Abitanti censiti

## Economia

### Artigianato
Tra le attività più tradizionali e rinomate vi sono quelle artigianali, che si distinguono per la lavorazione delle terrecotte, caratterizzate da elementi popolari.

## Infrastrutture e trasporti
Il territorio è attraversato da 2 strade importanti:
• Autostrada A2 del Mediterraneo (svincolo Vazzano)
• SS713 Trasversale delle Serre

## Amministrazione
| Periodo          | Periodo        | Primo cittadino          | Partito                                            | Carica                    | Note |
| ---------------- | -------------- | ------------------------ | -------------------------------------------------- | ------------------------- | ---- |
| 19 novembre 1995 | 16 aprile 2000 | Pasquale Del Giudice     | lista civica                                       | sindaco                   |      |
| 16 aprile 2000   | 4 aprile 2005  | Raffaele Schiavello      | lista civica                                       | sindaco                   |      |
| 4 aprile 2005    | 28 maggio 2007 | Michele Altamura         | lista civica di centro                             | sindaco                   |      |
| 28 maggio 2007   | 28 maggio 2010 | Alfonsino Grillo         | lista civica                                       | sindaco                   |      |
| 28 maggio 2010   | 16 maggio 2011 |                          |                                                    | commissario straordinario |      |
| 16 maggio 2011   | 3 maggio 2012  | Sebastiano Rocco Catania | lista civica Insieme si può                        | sindaco                   |      |
| 3 maggio 2012    | 27 maggio 2013 |                          |                                                    | commissario straordinario |      |
| 27 maggio 2013   | 10 giugno 2018 | Vitaliano Papillo        | Partito Democratico, lista civica Cambiare insieme | sindaco                   |      |
| 10 giugno 2018   | in carica      | Vitaliano Papillo        | Partito Democratico, lista civica Siamo Gerocarne  | sindaco                   |      |

Sindaco: Vitaliano Papillo è nato a Vibo Valentia il 28 marzo 1982. Iscritto al Partito Democratico. Il 27 maggio 2013 è stato eletto Sindaco di Gerocarne (VV) con circa il 94% delle preferenze, dopo essere stato, nello stesso centro, consigliere comunale della precedente amministrazione di centro sinistra in cui risultò il primo degli eletti.